# Nainpur
Nainpur é uma cidade e um município no distrito de Mandla, no estado indiano de Madhya Pradesh.

## Geografia
Nainpur está localizada a 22° 26′ N, 80° 07′ L. Tem uma altitude média de 447 metros (1 466 pés).

## Demografia
Segundo o censo de 2001, Nainpur tinha uma população de 21 769 habitantes. Os indivíduos do sexo masculino constituem 51% da população e os do sexo feminino 49%. Nainpur tem uma taxa de literacia de 75%, superior à média nacional de 59,5%: a literacia no sexo masculino é de 81% e no sexo feminino é de 68%. Em Nainpur, 12% da população está abaixo dos 6 anos de idade.